# خالد الجسار
خالد أحمد الجسار (1926 - 2014) - وزير الأوقاف والشؤون الإسلامية ووزير العدل الكويتي سابق مُنذ 1964 حتى 1967، وعاد مُجددًا مُنذ 1985 حتى 1986.

## السيرة الشخصية
ولد بالكويت في مدينة الكويت عام 1926، ودرس في المدرسة المباركية و المدرسة الأحمدية، ثم انتقل للقاهرة لاستكمال دراسته وبعد تخرجه من القاهرة قرر متابعة دراساته للحصول على الدكتوراه، وبدأ الدراسة فيها بتخصص أصول الفقه لمدة سنتين لكنه وفي عام 1952 تلقى رسالة من الشيخ يوسف بن عيسى القناعي يقول له فيها : ان الشيخ عبد الله السالم ( حاكم الكويت آنذاك ) يطلب منك الحضور إلى الكويت للالتحاق بالقضاء ما دام قد أنهيت دراستك الجامعية، حيث عاد استجابة لطلب الحاكم والتحق بسلك القضاء كأول كويتي يحصل على شهادة الشريعة والقضاء من الأزهر الشريف عام 1950 (وهو أول كويتي يجلس على منصة القضاء)، وتدرج في هذا السلك حتى 6 ديسمبر 1964، ومن ثم عين وزيرا للأوقاف ثم وزيرا للعدل في 3 يناير 1965 واحتفظ بالمنصب لمدة عشر سنوات قبل ان يخرج منه ويعود إليه مرة ثانية في 3 مارس 1985 واستمر فيه حتى 1988.